# Louder Than Love
Louder Than Love – drugi album studyjny grupy Soundgarden wydany 5 września 1989. Krótko po trasie promującej debiutancki album, Ultramega OK zespół podpisał kontrakt z wytwórnią A&M i przystąpił na nagrywania płyty. Zespół prezentuje na Louder Than Love ciężką, heavymetalową muzykę spod znaku Black Sabbath, jednak sporo utworów jest okraszonych punkową motoryką. Louder Than Love był pierwszym albumem zespołu, który dotarł do notowania Billboard 200. Producentem albumu był Terry Date. Był to ostatni album, na którym wystąpił Hiro Yamamoto, oryginalny basista i założyciel zespołu. Album dostał noty 3/5 od AllMusic i 4/5 od Rolling Stone.
Album promowały utwory „Loud Love” i „Hands All Over”.

## Nagranie
Album był nagrywany w London Bridge Studio położonym w Seattle w stanie Waszyngton, od grudnia 1988, do stycznia 1989 roku. Zespół wszedł do studia zaraz po trasie promującej pierwszy album, „Ultramega OK”. Produkcją zajął się Terry Date, za miks albumu odpowiedzialni byli Steve Thompson i Michael Barbiero. Podczas sesji, Hiro Yamamoto odseparował się od reszty zespołu i popadł we frustrację. Chris Cornell powiedział: „W czasie Hiro był ekskomunikowany od zespołu i nie było między nami chemii w trakcie pisania muzyki”. Ostatecznie wokalista zespołu został autorem 7 na 12 kompozycji na płycie. Ponadto Cornell oświadczył, iż w trakcie sesji nagraniowej „było dużo niepokoju, gniewu, frustracji..., ale to nie miało żadnego związku z Terrym, on był bardzo pomocny”. Ostatecznie, po nagraniu albumu Yamamoto opuścił zespół z powodu napięcia, jakie dostarczała popularność zespołu, ale także po to by skończyć szkołę.

## Muzyka i teksty
Steve Huey z Allmusic napisał, że Soundgarden „zrobił krok w kierunku głównego nurtu heavy metal, z wolnymi, szlifowanymi riffami spod znaku Black Sabbath/Led Zeppelin i wysokim śpiewem Cornella”. W tym czasie zespół starał się uniknąć etykietki „heavy metal”, Kim Thayil stwierdził iż „Soundgarden jest bardziej pod wpływem brytyjskich zespołów takich jak Killing Joke i Bauhaus”. Cornell powiedział, że „W brzmieniu zespołu jest wystarczająco dużo elementów speed metalu, jednak określiłbym naszą muzykę... Neo heavy rock-metal, może”.
Niektóre piosenki na album posiadały niekonwencjonalne metrum. Przykładowo, „Get on the Snake”, zagrany jest w 9/4. „Gun” posiada natomiast wiele zmian tempa, zwłaszcza w środku utworu. Większa część piosenek jest zagrana na gitarach nastrojonych do drop D.
Cornell stwierdził, że „Hands All Over” opowiada o tym jak ludzie nie szanują środowiska. Tekst do „I Awake” zawierał pierwotnie notatki napisane przez Yamamoto do swojej dziewczyny, Kate McDonald. Tekst utworu „Big Dumb Sex” parodiuje liryki zespołów glammetalowych, które w swoich tekstach nadmiernie poruszają temat seksu.

## Wydanie
Album został wydany 5 września 1989 roku. Promowały go single Hands All Over i Loud Love. W związku z kontrowersyjnymi tekstami zawartymi na płycie (m.in. w utworach „Big Dumb Sex i „Hands All Over”) zespół miał problemy z dystrybucją płyty. Louder Than Love dotarł do 108 miejsca na liście Billboard 200 w 1990 roku.
W 2001 roku magazyn „Q” sklasyfikował „Louder Than Love” na liście „50 najcięższych albumów wszech czasów”.
W 2010 roku zespół udostępnił na swojej oficjalnej stronie archiwalny, niepublikowany teledysk do utworu „Get on the snake”.

## Trasa
Miesiąc po wydaniu albumu, zespół opuścił Hiro Yamamoto, by wrócić na uczelnię. Został awaryjnie zastąpiony przez Jasona Evermana, który zaliczył krótki epizod w zespole Nirvana. Zespół rozpoczął tournée po Ameryce Północnej, które trwało od grudnia 1989 do marca 1990 roku. W trakcie trasy zespołowi towarzyszyły zespoły Voivod, oraz Faith No More. 19 marca 1990 roku zmarł bliski przyjaciel Cornella, wokalista zespołu Mother Love Bone, Andrew Wood, dzień po powrocie zespołu po trasie promującej Louder Than Love. Podczas trasy po Europie Cornell rozpoczął pisanie utworów upamiętniających zmarłego przyjaciela. Wówczas powstały dema piosenek „Say Hello To Heaven” i „Reach Down”, które następnie znalazły się na albumie Temple of the Dog. Po trasie koncertowej z zespołu został wyrzucony Jason Everman. Kim Thayil stwierdził, iż z Jasonem nam po prostu nie wyszło, oraz że zespół musi znaleźć na jego miejsce kogoś lepszego, oraz swego rodzaju bratnią duszę. Ostatecznie do zespołu dołączył Ben Shepherd, który pozostał w zespole na stałe.

## Opakowanie
Okładka przedstawia Chrisa Cornella na scenie, w czarno-białych barwach. Wytwórnia chciała ukazać poprzez okładkę obraz „kwintesencji młodego, zbuntowanego człowieka”. Autorem fotografii jest Charles Peterson.

## Twórcy

### Soundgarden
- Chris Cornell – wokalista, gitarzysta
- Kim Thayil – gitarzysta
- Hiro Yamamoto – basista
- Matt Cameron – perkusista

### Produkcja
- Nelson Ayres, Jack Endino, Stuart Hallerman – asystenci studyjni
- Michael Barbiero, Steve Thompson – mixing
- Art Chantry – design
- Terry Date – produkcja, inżynieria dźwięku
- Michael Lavine, Charles Peterson – fotografie
- Bruce Pavitt – front cover
- Soundgarden – produkcja
- Howie Weinberg – mastering

## Lista utworów
| Nr  |  | Tytuł                 | Tekst                        | Muzyka        | Długość |
| --- |  | --------------------- | ---------------------------- | ------------- | ------- |
| 1.  |  | „Ugly Truth”          | Chris Cornell                | Chris Cornell | 5:26    |
| 2.  |  | „Hands All Over”      | Chris Cornell                | Kim Thayil    | 6:00    |
| 3.  |  | „Gun”                 | Chris Cornell                | Chris Cornell | 4:42    |
| 4.  |  | „Power Trip”          | Chris Cornell                | Hiro Yamamoto | 4:09    |
| 5.  |  | „Get on the Snake”    | Chris Cornell                | Kim Thayil    | 3:44    |
| 6.  |  | „Full on Kevin’s Mom” | Chris Cornell                | Chris Cornell | 3:37    |
| 7.  |  | „Loud Love”           | Chris Cornell                | Chris Cornell | 4:57    |
| 8.  |  | „I Awake”             | Kate McDonald, Hiro Yamamoto | Hiro Yamamoto | 4:21    |
| 9.  |  | „No Wrong, No Right”  | Chris Cornell                | Hiro Yamamoto | 4:47    |
| 10. |  | „Uncovered”           | Chris Cornell                | Chris Cornell | 4:30    |
| 11. |  | „Big Dumb Sex”        | Chris Cornell                | Chris Cornell | 4:11    |
| 12. |  | „Full On (Reprise)”   | Chris Cornell                | Chris Cornell | 2:42    |

## Odrzuty
Kilka utworów nagranych podczas sesji na Louder Than Love, znalazło się na stronach B singli, m.in. Fresh Deadly Roses, został umieszczony na singlu „Loud Love”, zaś „Heretic”, na singlu „Hands All Over” i epce Loudest Love.

## Pozycje na listach przebojów

### Album
| Zestawienie (1990) | Pozycja |
| ------------------ | ------- |
| US Billboard 200   | 108     |

### Single
| Rok  | Singel           | UK |
| ---- | ---------------- | -- |
| 1989 | „Loud Love”      | 87 |
| 1990 | „Hands All Over” | 82 |